# Championnat du monde féminin de hockey sur glace 2004
Navigation
Championnat du monde 2003 Championnat du monde 2005
Le Championnat du monde féminin de hockey sur glace 2004 a eu lieu du 30 mars au 6 avril 2004 à Halifax et Dartmouth au Canada. L'équipe canadienne remporta sa huitième médaille d'or. En raison de l'annulation du tournoi élite 2003, l'évènement regroupa exceptionnellement 9 nations.

## Tour préliminaire

### Groupe A
|           | PJ | V | D | N | BP | BC | Pts |
| --------- | -- | - | - | - | -- | -- | --- |
| Canada    | 2  | 2 | 0 | 0 | 24 | 0  | 4   |
| Allemagne | 2  | 1 | 1 | 0 | 4  | 15 | 2   |
| Chine     | 2  | 0 | 2 | 0 | 2  | 15 | 0   |

Résultats :
- 30 mars :  Chine 0-11 Canada
- 31 mars :  Allemagne 4-2 Chine
- 1er avril :  Canada 13-0 Allemagne

### Groupe B
|            | PJ | V | D | N | BP | BC | Pts |
| ---------- | -- | - | - | - | -- | -- | --- |
| États-Unis | 2  | 2 | 0 | 0 | 17 | 1  | 4   |
| Russie     | 2  | 1 | 1 | 0 | 2  | 9  | 2   |
| Suisse     | 2  | 0 | 2 | 0 | 2  | 11 | 0   |

Résultats :
- 30 mars :  Suisse 1-9 États-Unis
- 31 mars :  Russie 2-1 Suisse
- 1er avril :  États-Unis 8-0 Russie

### Groupe C
|          | PJ | V | D | N | BP | BC | Pts |
| -------- | -- | - | - | - | -- | -- | --- |
| Suède    | 2  | 1 | 0 | 1 | 10 | 4  | 3   |
| Finlande | 2  | 1 | 0 | 1 | 3  | 2  | 3   |
| Japon    | 2  | 0 | 2 | 0 | 2  | 9  | 0   |

Résultats :
- 30 mars :  Japon 2-8 Suède
- 31 mars :  Finlande 1-0 Japon
- 1er avril :   Suède 2-2 Finlande

## Tour qualificatif

### Groupe D
|            | PJ | V | D | N | BP | BC | Pts |
| ---------- | -- | - | - | - | -- | -- | --- |
| États-Unis | 2  | 2 | 0 | 0 | 12 | 3  | 4   |
| Canada     | 2  | 1 | 1 | 0 | 8  | 4  | 2   |
| Suède      | 2  | 0 | 2 | 0 | 3  | 16 | 0   |

Résultats :
- 3 avril:  Canada 1-3 États-Unis
- 4 avril:  Suède 1-7 Canada
- 5 avril:  États-Unis 9-2 Suède

### Group E
|           | PJ | V | D | N | BP | BC | Pts |
| --------- | -- | - | - | - | -- | -- | --- |
| Finlande  | 2  | 2 | 0 | 0 | 6  | 1  | 4   |
| Russie    | 2  | 1 | 1 | 0 | 5  | 4  | 2   |
| Allemagne | 2  | 0 | 2 | 0 | 2  | 8  | 0   |

Résultats :
- 3 avril :  Allemagne 2-4 Russie
- 4 avril :  Finlande 4-0 Allemagne
- 5 avril :  Russie 1-2 Finlande

### Groupe F
|        | PJ | V | D | N | BP | BC | Pts |
| ------ | -- | - | - | - | -- | -- | --- |
| Chine  | 2  | 2 | 0 | 0 | 11 | 5  | 4   |
| Suisse | 2  | 1 | 1 | 0 | 7  | 6  | 2   |
| Japon  | 2  | 0 | 2 | 0 | 2  | 9  | 0   |

Résultats :
- 3 avril:  Chine 6-4 Suisse
- 4 avril:  Japon 2-5 Chine
- 5 avril:  Suisse 4-0 Japon

La Suisse et le Japon sont relégués en Division I aux Championnats du monde 2005.

### Finales
Matchs  joués le 6 avril
- Finale pour la médaille d'or:  États-Unis 0-2 Canada
- Petite finale pour la médaille de bronze:  Finlande 3-2 Suède

### Meilleures pointeuses
1. Jennifer Botterill,  Canada (3 buts, 8 aides, 11 points)
2. Natalie Darwitz,  États-Unis (7 buts, 3 aides, 10 points)
3. Jayna Hefford,  Canada (7 buts, 3 aides, 10 points)
4. Caroline Ouellette,  Canada (3 buts, 6 aides, 9 points)
5. Krissy Wendell,  États-Unis (4 buts, 3 aides, 7 points)
6. Angela Ruggiero,  États-Unis (2 buts, 5 aides, 7 points)
7. Danielle Goyette,  Canada (2 buts, 5 aides, 7 points)
8. Cherie Piper,  Canada (1 but, 6 aides, 7 points)
9. Jenny Potter,  États-Unis (3 buts, 3 aides, 6 points)

## Division I
Le tournoi Division I se déroule du 14 au 20 mars 2004 à Ventspils en Lettonie
|               | PJ | V | D | N | BP | BC | Pts |
| ------------- | -- | - | - | - | -- | -- | --- |
| Kazakhstan    | 5  | 4 | 0 | 1 | 15 | 4  | 9   |
| Tchéquie      | 5  | 3 | 1 | 1 | 19 | 11 | 7   |
| Lettonie      | 5  | 3 | 1 | 1 | 18 | 15 | 7   |
| France        | 5  | 1 | 2 | 2 | 14 | 13 | 4   |
| Norvège       | 5  | 1 | 3 | 1 | 18 | 17 | 3   |
| Corée du Nord | 5  | 0 | 5 | 0 | 5  | 29 | 0   |

Le Kazakhstan est promu en élite aux Championnats du monde 2005, La Norvège et la Corée du Nord sont reléguées en Division II.

## Division II
Le tournoi Division II se déroule du 14 au 20 mars 2004 à Sterzing-Vipiteno en Italie
|                 | PJ | V | D | N | BP | BC | Pts |
| --------------- | -- | - | - | - | -- | -- | --- |
| Danemark        | 5  | 4 | 0 | 1 | 24 | 7  | 9   |
| Italie          | 5  | 4 | 1 | 0 | 24 | 7  | 8   |
| Slovaquie       | 5  | 3 | 1 | 1 | 28 | 7  | 7   |
| Pays-Bas        | 5  | 2 | 3 | 0 | 8  | 14 | 4   |
| Australie       | 5  | 1 | 4 | 0 | 6  | 32 | 2   |
| Grande-Bretagne | 5  | 0 | 5 | 0 | 6  | 29 | 0   |

Le Danemark accède à la Division I pendant que l'Australie et la Grande-Bretagne sont reléguées en Division III aux Championnats du monde 2005.

## Division III
Le tournoi Division III s'est déroulé du 21 au 28 mars 2004 à Maribor en Slovénie. 
|              | PJ | V | D | N | BP | BC | Pts |
| ------------ | -- | - | - | - | -- | -- | --- |
| Autriche     | 5  | 5 | 0 | 0 | 35 | 4  | 10  |
| Slovénie     | 4  | 4 | 1 | 0 | 28 | 8  | 8   |
| Hongrie      | 5  | 3 | 2 | 0 | 15 | 20 | 6   |
| Belgique     | 5  | 2 | 3 | 0 | 13 | 19 | 4   |
| Roumanie     | 5  | 1 | 4 | 0 | 4  | 21 | 2   |
| Corée du Sud | 5  | 0 | 5 | 0 | 7  | 30 | 0   |

L'Autriche est promue en Division II aux Championnats du monde 2005.